# Tommaso Mazzoni
Tommaso "Thomaz" Mazzoni (Polignano a Mare, 11 de março de 1900 — São Paulo, 14 de janeiro de 1970) foi um jornalista e comentarista esportivo italiano radicado no Brasil. Trabalhava no jornal A Gazeta Esportiva e é considerado o jornalista de maior destaque na história do jornal. Foi ainda o primeiro cronista a se utilizar da via aérea para enviar reportagens no Brasil. e foi um dos nomes mais importantes da imprensa esportiva de São Paulo.
Sobre ele, A Gazeta Esportiva escreveu, em 1955: "Este seria o único jornal no mundo que poderia se dar ao luxo de queimar seus arquivos. Se um incêndio desta proporção nos atingisse, ficar-nos-ia [Tommaso] Mazzoni, o homem que tem quarenta anos de futebol guardados na memória, que vale milhões."

## Biografia
Mazzoni chegou ao Brasil com os pais quando criança, junto com uma leva de imigrantes italianos, vindo da região Sul da Itália. A família Mazzoni emigrou de Polignano a Mare em direção ao distrito do Brás, em São Paulo, após a crise na Itália, que atingiu sobretudo famílias humildes. Em 1920 já trabalhava no São Paulo Esportivo, um jornal paulistano bissemanal. Especula-se que não tenha tido formação superior.
Depois de uma passagem como redator e diretor do jornal Estampa Esportiva, em 7 de junho de 1928 já estava em A Gazeta Esportiva como redator, tendo naquele mesmo ano publicado a primeira edição de seu Almanaque Esportivo, livro que reunia registros detalhados dos principais acontecimentos esportivos do ano. A partir de 1930, quando assumiu o comando da redação, no lugar de Leopoldo Santana, começou uma renovação da linguagem do futebol paulista, criando termos que sobrevivem até hoje, como os apelidos que deu aos principais clássicos paulistas (Choque Rei, Derby Paulista, Majestoso e San-São) e aos clubes (Campeoníssimo, ao Palmeiras; Clube da Fé, ao São Paulo; Timão e Mosqueteiro, ao Corinthians; Moleque Travesso, ao Juventus; e Nhô Quim, ao XV de Piracicaba, entre outros).
Sua primeira coluna, publicada sob o pseudônimo Olimpicus, saiu em 18 de novembro de 1930, com o título "Desonestidade e incompetência". Mazzoni passou a criar no jornal um "diálogo com o leitor", algo inédito na imprensa esportiva paulista, e a combater o que chamava de "degeneração completa, desordem e desmoralização" do futebol brasileiro, além dos jornalistas que, para ele, praticavam o "clubismo". Ele também decretou que os jogadores passassem a ser chamados no jornal como eram conhecidos, fosse por nomes, apelidos ou diminutivos. Sua luta por impor uma maior intervenção do Estado no esporte rendeu frutos em 1941, quando foi criado o Conselho Nacional de Desportos (CND), que passou a regular todas as atividades esportivas.
Ao voltar da cobertura da Copa do Mundo de 1938, na França, tentou fazer d'A Gazeta Esportiva um jornal diário, ideia rechaçada também por causa da II Guerra Mundial, que dificultava a compra de papel. Ele teve de esperar até 1947 para conseguir colocar em prática sua ideia.
Publicou também o Almanaque Esportivo Olympicus, que era uma "coleta" de tudo o que acontecia nos esportes em geral dentro dos estados de São Paulo e Rio de Janeiro, publicados anualmente entre 1928 e 1951. Ao todo, além dos Almanaques, publicou vinte livros sobre esportes, e suas obras sobre futebol tiveram destaque, sendo uma delas coletânea de textos sobre os problemas do futebol brasileiro em que culpava a imprensa pelos confrontos entre paulistas e cariocas. Ele escreveu que a imprensa criava "rivalidades e, às vezes, ódios" desnecessários.
Naturalizado brasileiro desde 14 de março de 1945, Mazzoni morreu de infarto, na madrugada de 14 de janeiro de 1970, aos 69 anos. Por causa de sua morte, a Federação Paulista de Futebol decretou luto oficial de três dias — assim como a Confederação Brasileira de Desportos — e ofereceu sua sede para que o corpo fosse velado. Quando o féretro saiu de lá para o Cemitério do Araçá, o cortejo parou em frente ao edifício-sede de A Gazeta Esportiva, onde foi respeitado um minuto de silêncio. Três dias após sua morte, foi homenageado com o nome do Centro Esportivo da Vila Maria, que passou a se chamar Centro Esportivo Thomaz Mazzoni

## Lista de obras
- O Brasil na Taça do Mundo (1938)
- Problemas e aspectos do nosso futebol (1939)
- O esporte a serviço da pátria (1941)
- Flo, o Goleiro Melhor do Mundo (1941)
- Almanaque Esportivo (1928 a 1951) - anuais
- História do futebol no Brasil 1894-1950 (1950)